# San Domingo (Film)
San Domingo  ist ein Film von Hans-Jürgen Syberberg aus dem Jahr 1970. Die Geschichte, eine Adaption von Heinrich von Kleists Novelle Die Verlobung in St. Domingo, spielt im Hippie- und Rockermillieu Münchens. Der Film ist in Schwarz-Weiß und mit dokumentarischer Handkamera gedreht. Die Darsteller sind überwiegend Laien.

## Handlung
Michi flüchtet von seiner äußerst wohlhabenden und extrem blasierten Familie in eine Rocker-Kommune auf dem Land in der Nähe von München. Als die Rocker erfahren, dass er aus einem reichen Elternhaus kommt, setzen sie Alice auf ihn an und täuschen gegenüber seinen Eltern eine Entführung vor, indem sie für ihn Lösegeld verlangen. Hasi, der Anführer der Rocker, ist dabei die treibende Kraft.
Michi und Alice verbringen viel Zeit miteinander und verlieben sich. Man sieht sie bei der Jobsuche, beim Randalieren in einem Supermarkt, auf der vergeblichen Suche nach einem Pensionszimmer für ein unverheiratetes Paar und bei einem Haschisch-Exzess in einer Hippie-Kommune.
Als Alice ihren Anteil von dem Lösegeld bekommt, durchschaut Michi das hinterhältige Spiel. Dennoch will er bei den Rockern bleiben, wird aber von ihnen davongejagt. Er kommt wieder zurück und ersticht Alice. Als er von Hasi erfährt, dass Alice ihn wirklich geliebt hat, tötet er auch sich selbst. Der Film endet mit wilden Motorradfahrten auf oberbayrischen Landstraßen, untermalt vom Sound von Amon Düül II.
Die eigentliche Handlung wird immer wieder durch dokumentarische Diskussionen unterbrochen, so zum Beispiel zwischen den Rockern, die ihre Berufsausbildung zu Ende führen, trotz der Repression durch die Lehrherren, oder zwischen den Rockern und Mitgliedern der „Roten Zelle Germanistik München“ über Gewalt und Widerstand.

## Auszeichnungen
1971 deutscher Filmpreis für Beste Kamera (Christian Blackwood) und Beste Filmmusik (Amon Düül II)

## Kritik
„Ein verkannter Film von Hans-Jürgen Syberberg, der sich trotz seines Potenzials in keiner 68er-Retrospektive findet.“

„Ein kurioses Experiment, das jedoch weder die literarische Vorlage neu erschließt noch die behauptete soziale Authentizität besitzt.“

„Der nur selten gezeigte Film ist nicht nur ein ungewöhnliches Beispiel für den Neuen Deutschen Film dieser Ära, sondern auch ein faszinierendes Zeitdokument aus dem München der frühen 1970er-Jahre.“

„An der Geschichte aufgehängt sind die besonderen soziologischen Positionen von Rockern, Haschern und linken Studenten. Trotz unnötiger Überlängen und formalen Schwächen doch ein interessantes Unterfangen.“